# Buffalo Hill
Ne doit pas être confondu avec West Buffalo Hill.
Buffalo Hill (chinois : 水牛山) est une colline située au sein du parc rural de Ma On Shan à l'ouest de Sai Kung, dans la partie orientale des Nouveaux Territoires de Hong Kong. Elle est particulièrement célèbre pour son sommet à forme de tête de buffle vu depuis la ville de Sha Tin. Le sentier MacLehose passe à moins de 225 mètres du sommet de la colline, mais d'autres petits sentiers coupe le sentier principal pour y monter. Buffalo Hill culmine à une altitude de 606 mètres et fait office de frontière naturelle entre les districts de Sha Tin et de Sai Kung.

## Géographie
Buffalo Hill peut être identifiée par la forme unique de son sommet ressemblant à une tête de buffle. Les pentes de la colline sont arpentées par huit vallées associées à six cours d'eau, dont le plus grand coule le long du versant nord-est de Buffalo Hill et se jette dans la rivière Shing Mun. L'ensemble de la colline est composée de roches basaltiques, présentant quelques petites inclusions de granite.

## Flore
Le sommet est couvert d'herbes et de petits arbustes, tandis que les vallées sont recouvertes par la forêt. Différents types de plantes herbacées poussent sur les pentes de la colline telles que le chiendent officinal, le chiendent pied-de-poule, Zoysia matrella et le pâturin annuel, tandis que la limite des arbres se situe à environ 350 mètres d'altitude sur les pentes de la colline.